# Chambord (zámek)
Zámek Chambord [šambór] je největší ze zámků na Loiře ve střední Francii. Byl postaven v letech 1519 až 1547 na objednávku Františka I. v zátoce řeky Cosson, levého přítoku Loiry. Zámek leží asi 14 km východně od města Blois v departementu Loir-et-Cher.

## Architektura

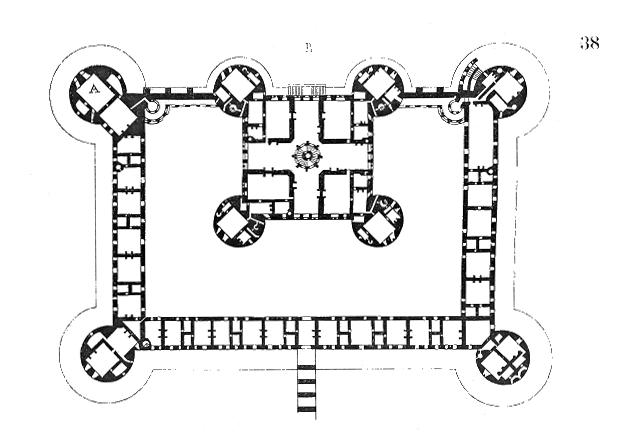
Půdorys zámku

Chambord patří k vrcholným stavbám renesanční architektury a k nejznámějším zámkům ve Francii. Jeho fasáda má šířku 128 metrů, v zámku je 440 místností, 80 schodišť, 365 komínů a 800 tesaných hlavic sloupů.
Jméno architekta, který projektoval stavbu, není známo, analýzy však ukazují, že na plány zapůsobil vliv Leonarda da Vinciho, jenž v té době působil jako architekt na dvoře Františka I., avšak zemřel krátce před započetím stavebních prací.
Rozsáhlá stavba byla zahájena roku 1519. Podle dochovaných údajů na ní pracovalo 1800 dělníků. Pracovní podmínky ztěžovalo, že na zvoleném místě se rozkládaly mokřady a dělníci proto museli do měkké půdy zatloukat dubové kůly do hloubky až 12 metrů, aby stavba stála na pevných základech.
Ke stavbě byl použit vápenec z oblasti Tuffeau. Zámek je postaven podle vzoru středověkých tvrzí okolo centrální části zvané donjon, ten však zde neplnil obrannou funkci. Donjon zahrnuje pět obyvatelných pater. V každém patře zámku se nachází čtyři čtvercové a čtyři kruhové byty. Čtyři chodby ze čtyř světových stran se stýkají ve středu zámku, jemuž dominuje schodiště ve tvaru dvojité šroubovice. To bylo zřejmě navrženo pod vlivem Leonarda da Vinciho. Později František I. zámek nechal rozšířit a usídlil se v rozsáhlejších místnostech ve východním křídle. V západním křídle byla započata stavba kaple, ta však byla dokončena až později za Ludvíka XIV.

## Historie
Roku 1392 odkoupil rod knížat z Orléans lesnatou oblast v okolí Chambordu od hrabat z Blois. Roku 1498 se stal francouzským králem Ludvík XII. Orleánský, a pozemky tak přešly do vlastnictví královského dvora. Roku 1516 se František I. vrátil s Leonardem da Vinci z Itálie, kde se inspiroval italskou renesanční architekturou. 9. září 1519 byly zahájeny stavební práce, které však postupovaly pomalu a v letech 1521 až 1526 je zcela přerušila italská válka. Stavba pak pokračovala od září roku 1526; účastnilo se jí asi 1800 dělníků. Práce byly dokončeny v roce úmrtí Františka I. v roce 1547, dostavbou královských apartmá. Král sám na zámku během svého života strávil velmi málo času. Další francouzští králové zámek nechali opuštěný, což vedlo k jeho postupnému chátrání.
V letech 1725 až 1733 zámek obýval Stanisław Leszczyński, v té době sesazený polský král, tchán Ludvíka XV. Od roku 1745 do r. 1750 sloužil jako kasárna. Roku 1792 nechala revoluční francouzská vláda prodat mobiliář zámku a Napoleon Bonaparte zámek věnoval maršálu L. A. Berthierovi. Během francouzsko-pruské války roku 1870 sloužil zámek jako polní nemocnice. V roce 1883 se stal majetkem bývalého vládnoucího rodu Parmského vévodství. Od roku 1930 je ve vlastnictví státu. Během druhé světové války zde od roku 1939 do roku 1945 byly uskladněny umělecké sbírky Pařížského muzea v Louvre.

Zámek Chambord
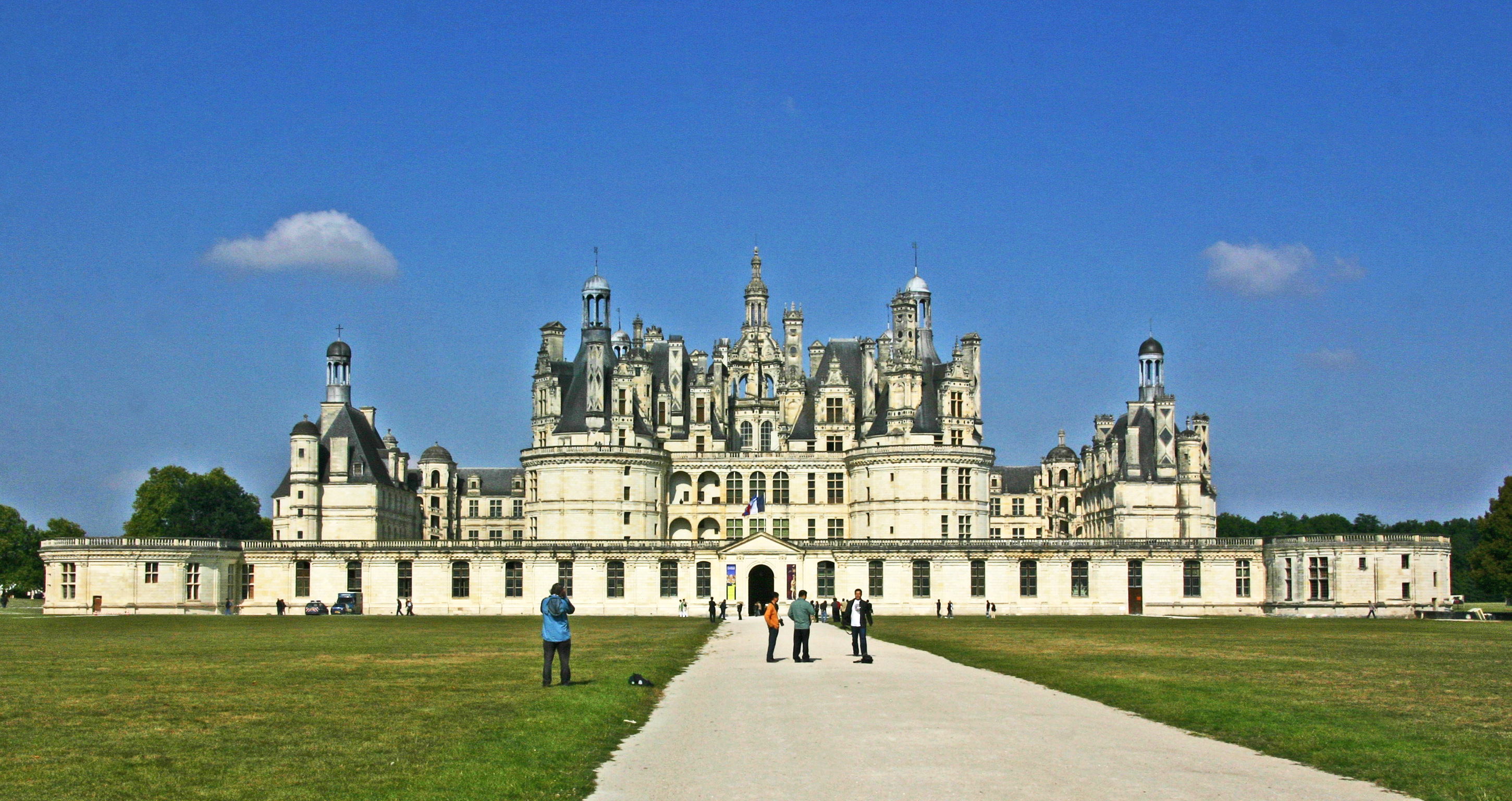
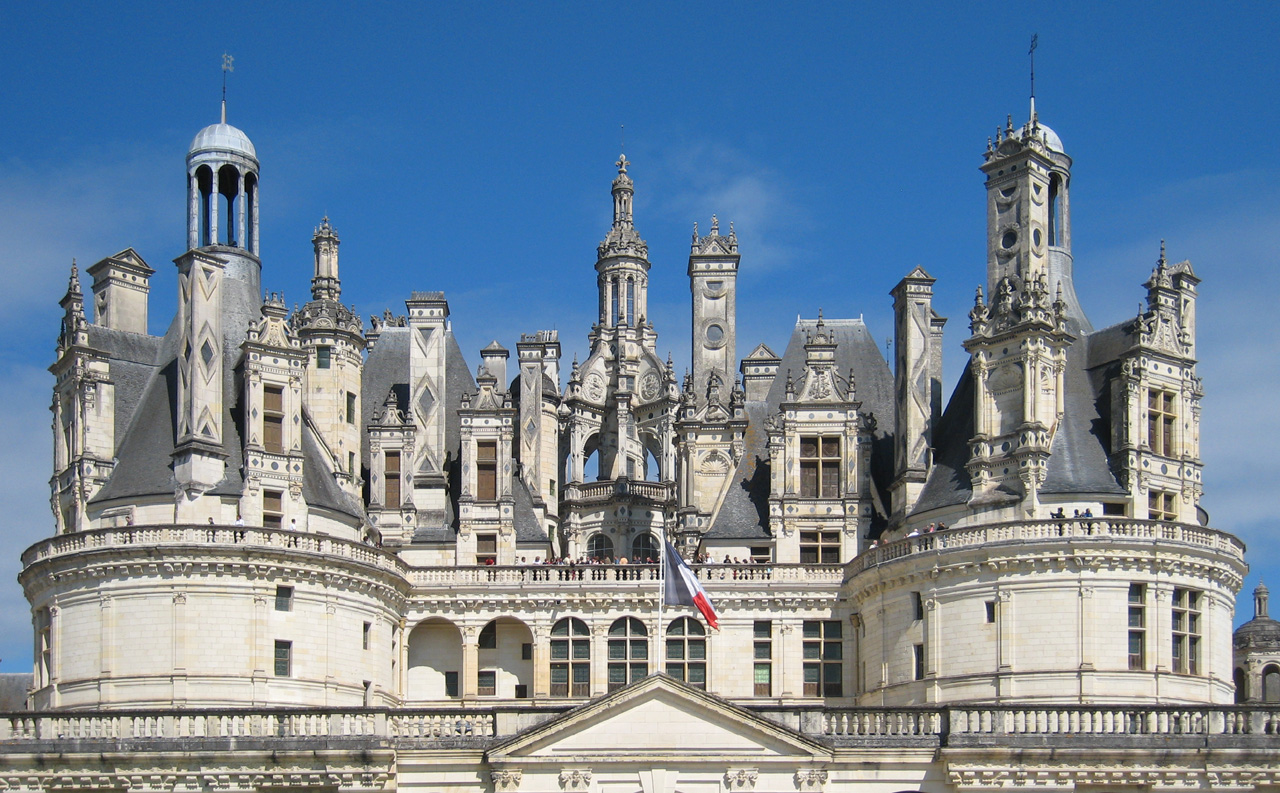
Střecha zámku s mnoha komíny
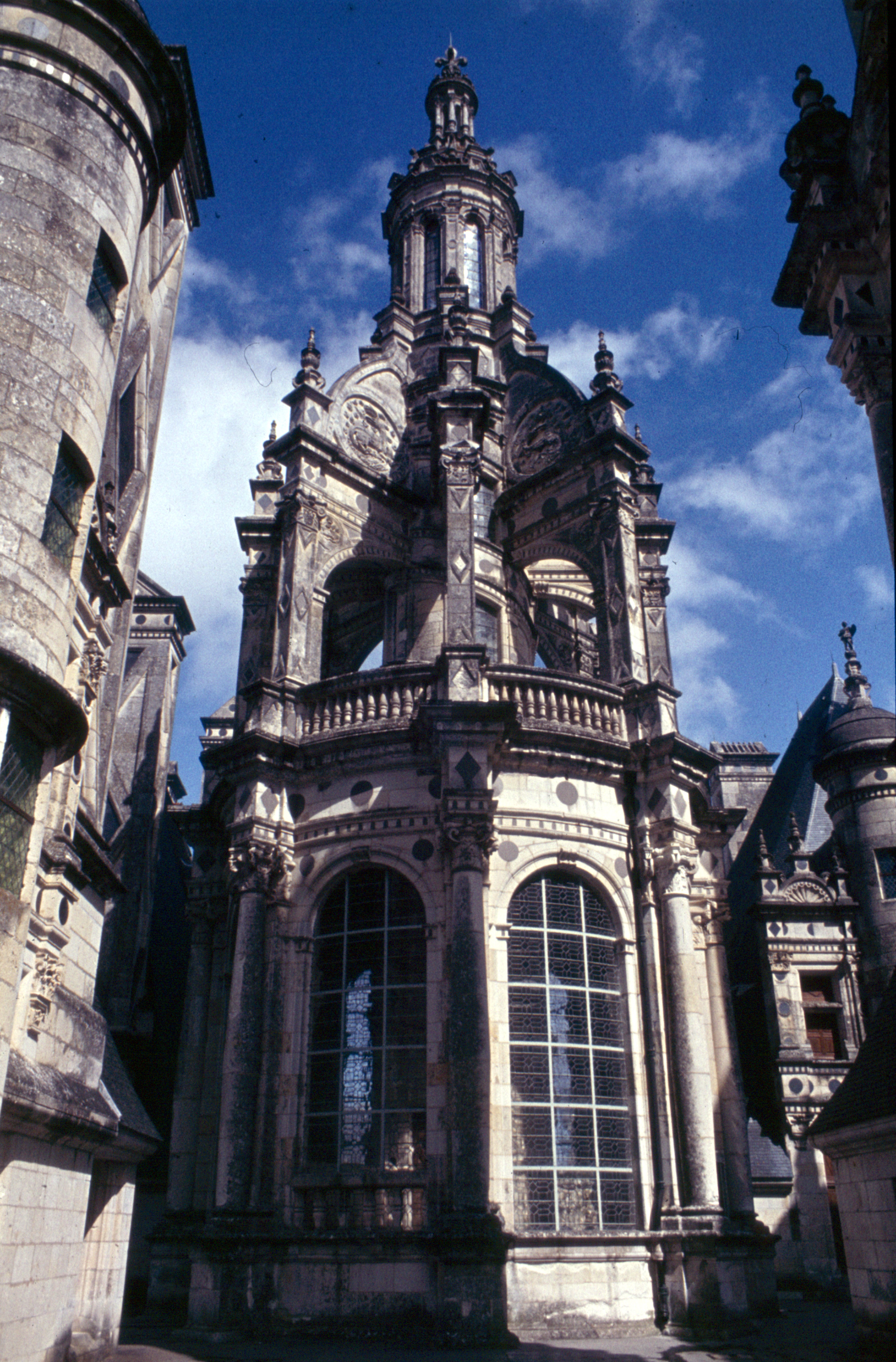
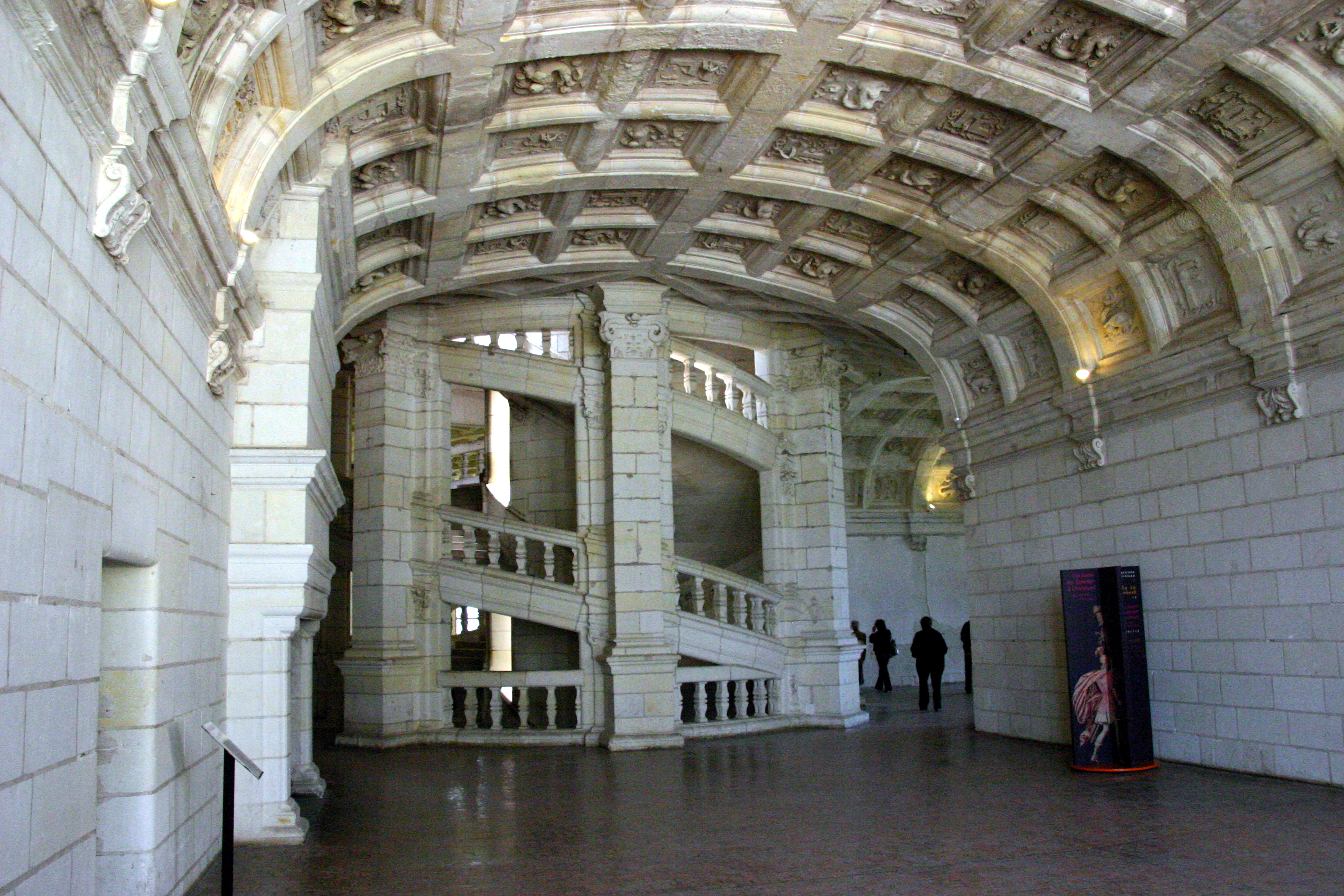
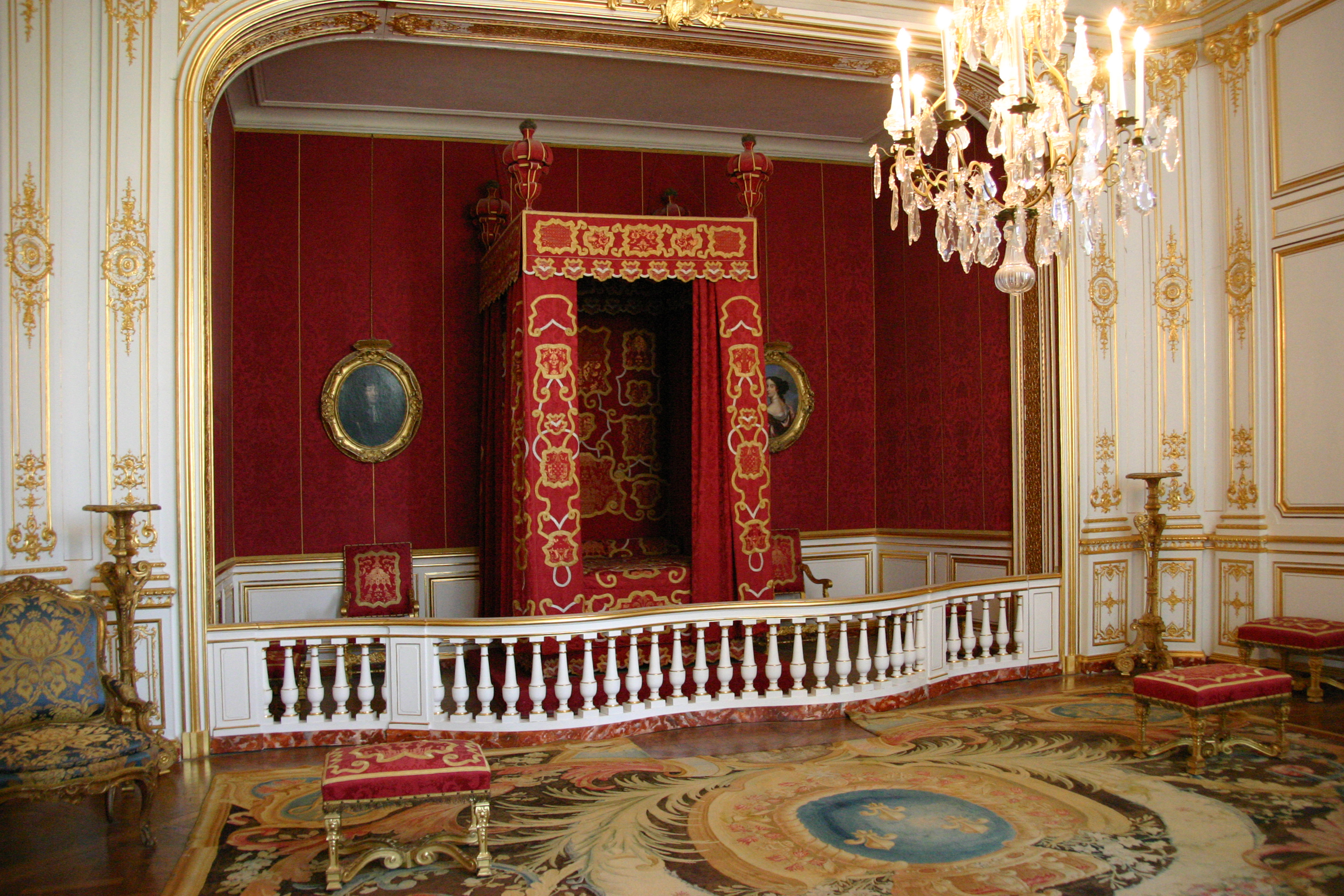